# Tokyo Tower (film)
Tokyo Tower (jap. 東京タワー Tōkyō Tawā) – japoński film melodramatyczny, który został nakręcony w 2004 roku i wydany w 2005 roku przez Toho, w reżyserii Takashiego Minamoto. Film oparty jest na powieści Kaori Ekuni.

## Fabuła
Toru, dwudziestojednoletni mężczyzna, zakochuje się w kobiecie, która jest nie tylko mężatką, ale jest i starsza od niego o 20 lat. Sprawę jeszcze bardziej komplikuje fakt, że jest też dobrą przyjaciółką jego matki. Zamężna kobieta ma wszystko, czego tylko zapragnie pieniądze, dobytek, ale czegoś jej brakuje i właśnie to „coś” znajduje w tej bardzo nieoczekiwanej, ale niezaprzeczalnej miłości do młodego mężczyzny. Historia rozgrywa się równolegle z historią przyjaciela Toru, Kojiego, który również zakochuje się w zamężnej kobiecie. Dwie pary zmagają się ze złożonością współczesnych relacji, starając się znaleźć równowagę między siłami prawdziwej miłości a otaczającą ich rzeczywistością.

## Obsada
- Junichi Okada – Toru Kojima
- Hitomi Kuroki – Shifumi Asano
- Jun Matsumoto – Koji Ohara
- Shinobu Terajima – Kimiko Kawano
- Kento Handa – Hashimoto
- Aya Hirayama – Yoshida
- Rosa Kato – Yuri
- Goro Kishitani – Asano
- Hiroyuki Miyasako – Kawano
- Kimiko Yo – Yoko Kojima
- Mylène Demongeot – Guwernantka